# Halekeralapura, Arkalgud
Halekeralapura là một làng thuộc tehsil Arkalgud, huyện Hassan, bang Karnataka, Ấn Độ.